# Asplenium subflexuosum
Asplenium subflexuosum är en svartbräkenväxtart som beskrevs av Eduard Rosenstock. Asplenium subflexuosum ingår i släktet Asplenium och familjen Aspleniaceae. Inga underarter finns listade.